# Пілар, герцогиня Бадахоська
Інфанта Пілар, герцогиня Бадахоська і віконтеса де Ла-Торре (повне ім'я: Марія дель Пілар Альфонса Хуана Вікторія Луїса Іґнасія і Тодос лос Сантос де Бурбон і Бурбон, ісп. María del Pilar Alfonsa Juana Victoria Luisa Ignacia y Todos los Santos de Borbón y Borbón), також відома як Пілар де Бурбон (ісп. Pilar de Borbón; 30 липня 1936, Канни, Франція — 8 січня 2020, Мадрид, Іспанія) — старша дочка Хуана, графа Барселонського, та принцеси Марії де лас Мерседес де Бурбон-Сицилійської, старша сестра колишнього короля Іспанії Хуана Карлоса I.

## Ранні роки
Інфанта Пілар була першою дитиною в сім'ї інфанта Хуана, титулярного наступника іспанського короля Альфонса XIII, та принцеси Марії де лас Мерседес де Бурбон-Сицилійської. Народилася 30 липня 1936 року у віллі Сен-Блез (фр. Ville Saint Blaise), будинку батьків поблизу Канн, де вони проживали після вигнання іспанської королівської родини із Іспанії у 1931 році. Хрещена у Каннах під ім'ям Марія дель Пілар Альфонса Хуана Вікторія Луїса Іґнасія і Тодос лос Сантос де Бурбон і Бурбон. Хрещеними батьками інфанти були дід, король Альфонсо XIII, та бабуся за материнською лінією Луїза Орлеанська. Від народження отримала титул інфанти Іспанії, оскільки була дочкою титулярного наступника престолу, та форму звертання Її Королівська Високість. Проте офіційне визнання цих титулів відбулося тільки тоді, коли її брат, Хуан Карлос, уже був королем Іспанії.

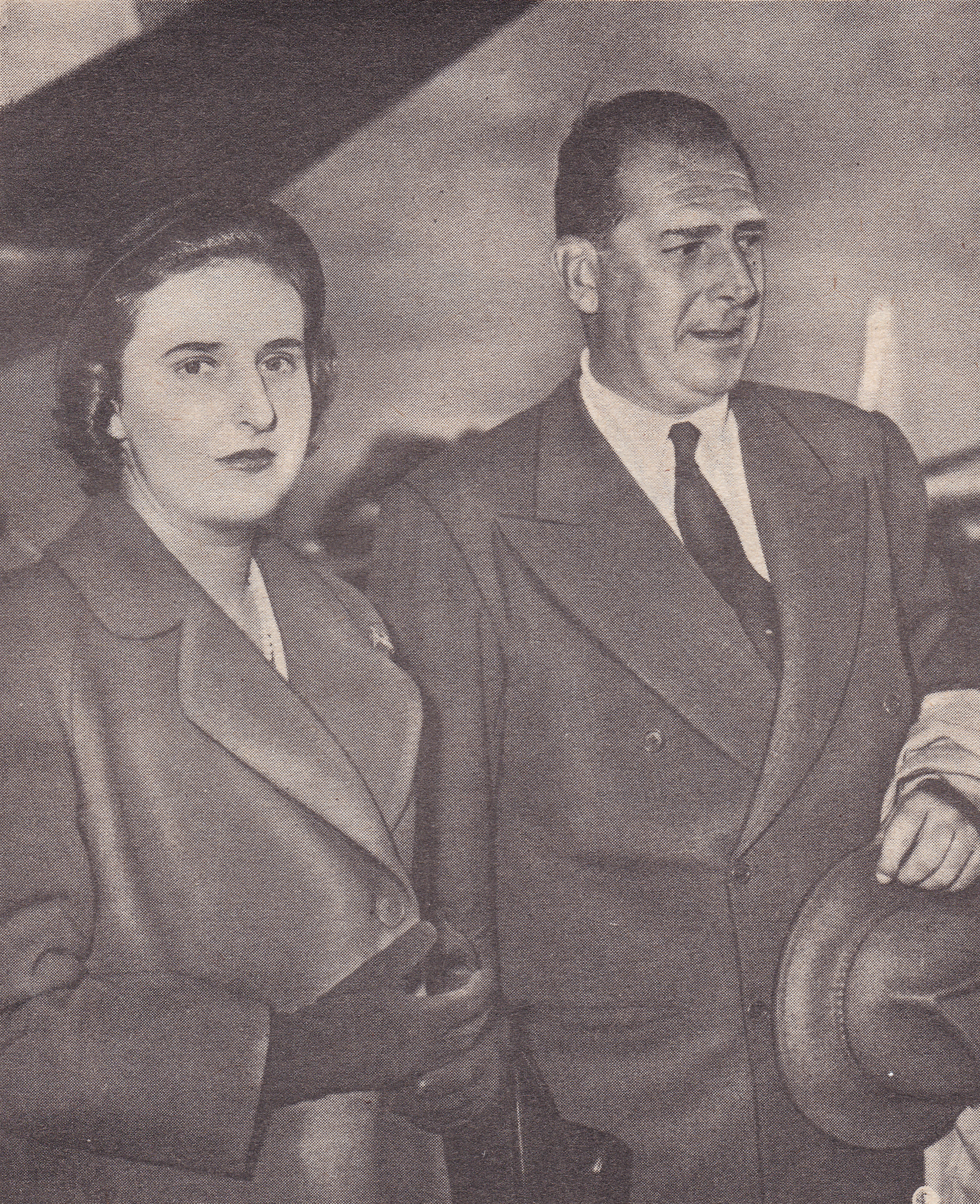
Пілар із батьком, 1957

Коли Пілар була інфантою, сім'я переїхала до Рима, де іспанська королівська сім'я перебувала під час вигнання. 1941 року, коли Альфонсо XIII зрікся престолу (15 січня) і згодом помер (28 лютого), батько інфанти, Хуан, став володарем династичних прав Іспанської Корони в екзилі. Під час Другої світової війни разом із сім'єю Пілар мешкала у Лозанні в нейтральній Швейцарії, де також мешкала її бабуся — королева Вікторія Євгенія. 1946 року родина переселилася до Ешторіла у Португалії.
Родина намагалася одружити Пілар із Бодуеном, принцом Бельгії і королем із 1951 року, який, проте, одружився із Фабіолою де Мора і Арагон.
На весіллі брата Хуана Карлоса із Софією, принцесою Греції, була однією з восьми подруг нареченої.

## Шлюб та сім'я

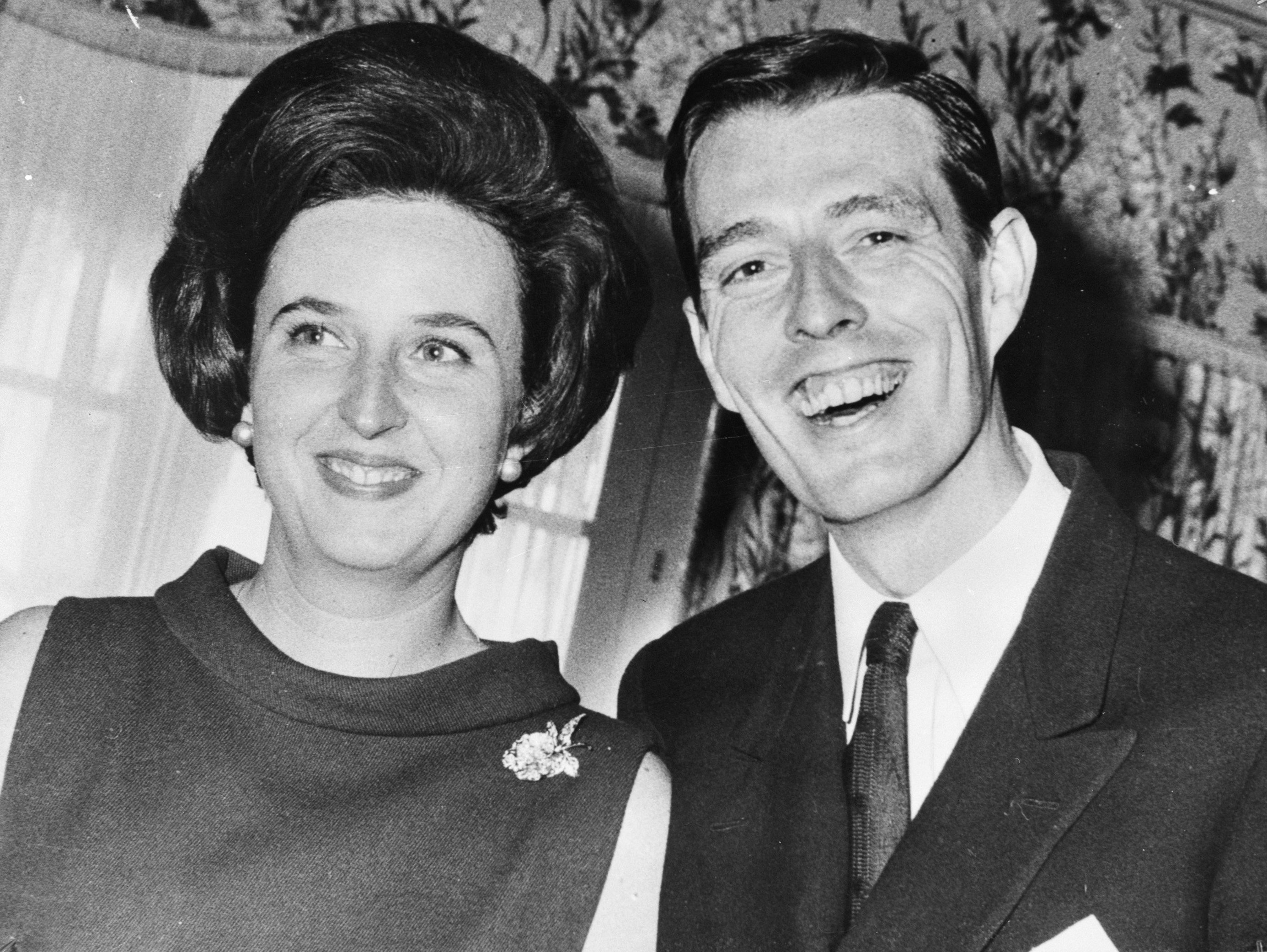
Пілар із чоловіком, 1967

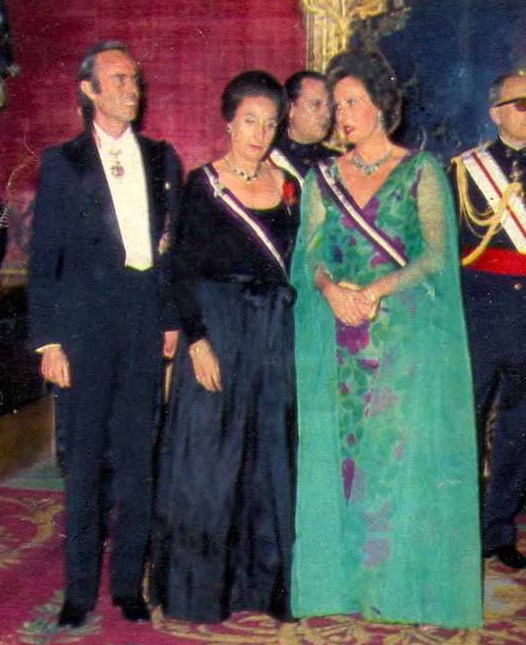
Інфанта Пілар (праворуч) із чоловіком (ліворуч) та сестрою Маргаритою (посередині), 1978

Пілар була змушена зректися прав на іспанський престол, щоб одружитися із чоловіком немонаршої крові, як це передбачено Прагматичною санкцією Карлоса III.
Інфанта одружилася із Доном Луїсом Гомес-Асебо і Дуке де Естрада, 2-м віконтом де Ла-Торре, 5 травня 1967 року в Лісабоні в монастирі єронімітів. Чоловік Пілар за шлюбом отримав титул гранда Іспанії. У шлюбі народилося п'ятеро дітей:
- Донья Марія де Фатіма Симонета Луїса Гомес-Асебо і Бурбон (нар. 31 жовтня 1968);
- Дон Хуан Філіберто Ніколас Гомес-Асебо і Бурбон, згодом 3-й віконт де Ла-Торре (нар. 6 грудня 1969);
- Дон Бруно Алехандро Гомес-Асебо і Бурбон (нар. 15 червня 1971);
- Дон Луїс Бельтран Атаульфо Альфонсо Гомес-Асебо і Бурбон (нар. 20 травня 1973);
- Дон Фернандо Умберто Гомес-Асебо і Бурбон (нар. 13 вересня 1974).

Чоловік Пілар помер від лімфоми 9 березня 1991 року.

## Кінний спорт
Пілар де Бурбон підтримувала міжнародний кінний спорт. Вона була президенткою Міжнародної федерації кінного спорту у 1994—2006 роках, а її наступницею на цій посаді була йорданська принцеса Хайя бінт аль-Хусейн. Інфанта написала передмову до офіційного іспанського перекладу посібника Німецької національної федерації кінного спорту (Técnicas Avanzadas de Equitación — Manual Oficial de Instrucción de la Federación Ecuestre Alemana).
У 1996—2006 роках була почесною членкинею Міжнародного олімпійського комітету від Іспанії та Виконавчої ради Олімпійського комітету Іспанії.

## Благодійна та інша діяльність

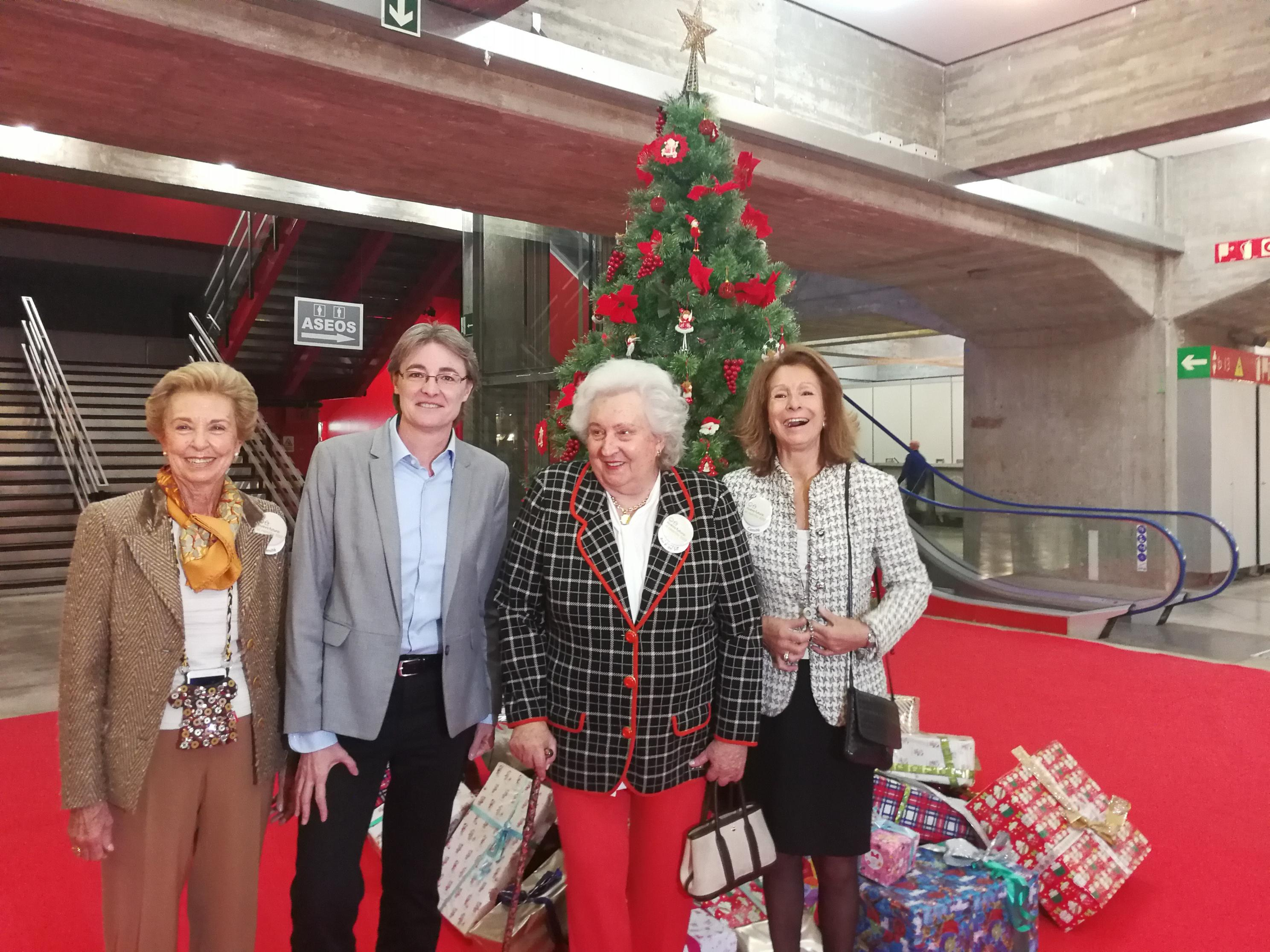
Івент Rastrillo, 2017

Пілар де Бурбон була однією зі співзасновників Asociación Nuevo Futuro (Асоціація Нового Майбутнього), міжнародної організації з підтримки дітей, створеної у 1968 році, і була її президенткою та пізніше почесною президенткою. До смерті вона була однією з лідерів та спонсорів івенту Rastrillo Nuevo Futuro, який забезпечував частину доходу Асоціації. Івент свого часу був відвіданий королевами Іспанії Софією та Летицією. «Rastrillo завжди був місцем знайомств, солідарності та насолоди для неї», — написав журнал ¡Hola! у січні 2019 року.
Пілар також була членкинею ради директорів Іспанського інституту Королеви Софії у Нью-Йорку, президенткою Всесвітнього фонду пам'яток і, з 2007 по 2009, президенткою Europa Nostra — загальноєвропейської федерації асоціацій із захисту культурної спадщини. Вона також була великою фанаткою музики і, разом із братом, Хуаном Карлосом I, та племінниками, була фанаткою матчів бою биків.

## Фінансові голдинґи

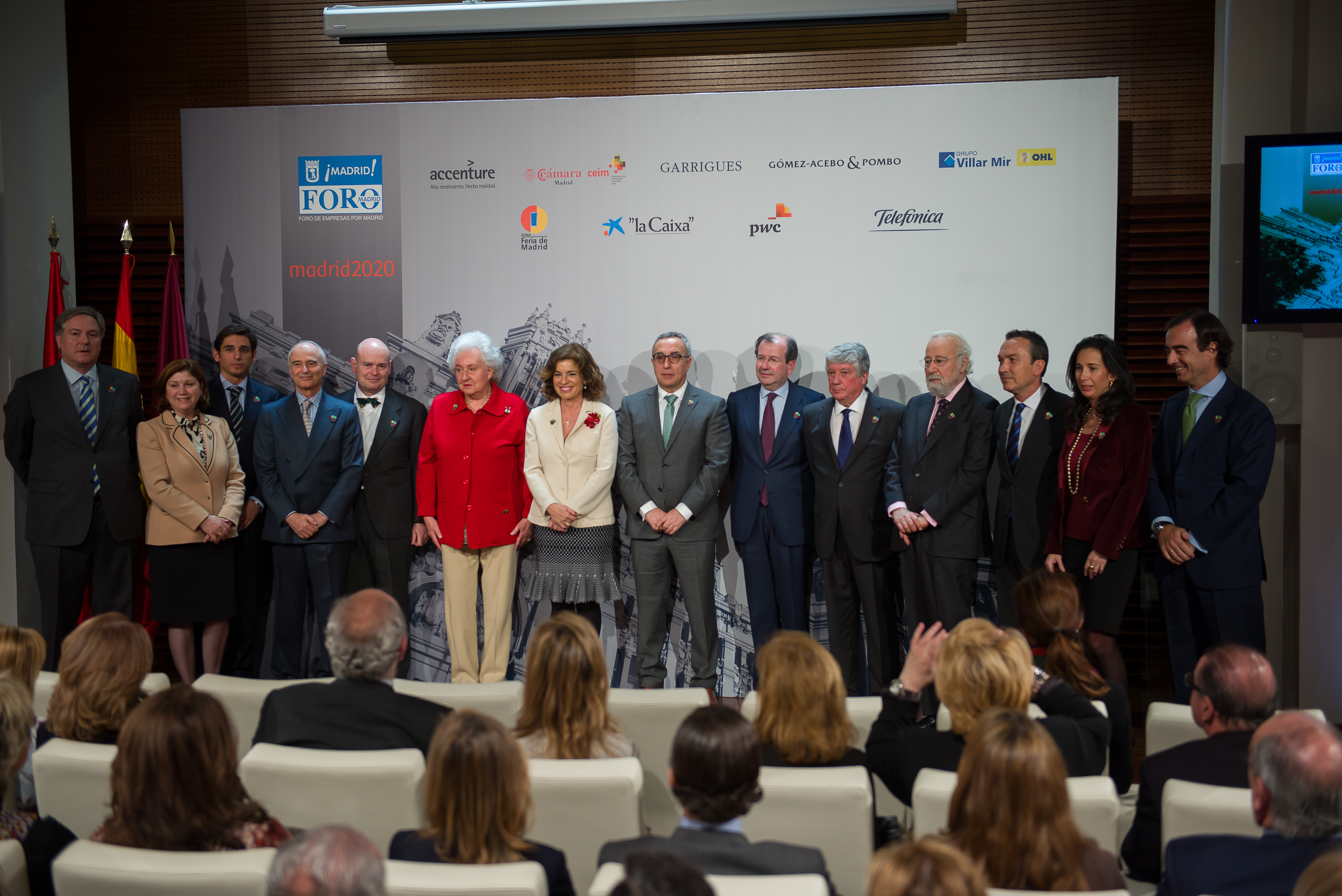
Інфанта Пілар (шоста зліва, у червоному костюмі), 2013

Юридична фірма «Mossack Fonseca» володіє документами, які свідчать про те, що у серпні 1974 року Пілар де Бурбон стала президенткою та директоркою компанії «Delantera Financiera SA», зареєстрованої у Панамі в травні 1969 року, у якій її чоловік був секретарем та директором. У 1993 році колишній лондонський суддя Тімоті Ллойд заявив, що Пілар володіла цією компанією. Від березня 1993 року посередником, що представляв компанію, була мадридська юридична фірма «Gómez-Acebo & Pombo», заснована шурином Пілар — Ігнасіо Гомес-Асебо. Від липня 2006 року до розпуску у червні 2014 року, за п'ять днів до коронації Філіпа VI, небожа Пілар, Бруно, її син, був директором компанії.
3 квітня 2016 року відбувся масштабний витік документів фірми «Mossack Fonseca», відомий як «Панамські документи». Уже 7 квітня інфанта Пілар заявила, що звинувачення щодо її компанії є справедливими, але водночас натякнула, що особисто ніколи не ухилялася від сплати податків.

## Хвороба та смерть
Пілар оперували через кишкову непрохідність 2 лютого 2019 року у Мадриді, і в неї діагностували колоректальний рак, про що стало відомо у травні того ж року. 5 січня 2020 року вона була госпіталізована, оскільки її хвороба загострилася. За три дні, 8 січня 2020 року, інфанта померла у лікарні Hospital Ruber Internacional поруч із сім'єю.
Тіло Пілар було кремоване 9 січня, і її останки були поховані поруч із її чоловіком на цвинтарі Сан-Ісідро в Мадриді. 28 січня 2020 року відбулася служба на її честь у Ескоріальському монастирі за присутності короля Філіпа VI, принцеси Беатрікс, колишньої королеви Нідерландів, Хуана Карлоса I та королеви Софії, герцога Браганського Дуарте Піу та іспанських політиків: віцепрем'єр-міністерки Кармен Кальво, мера Мадрида Хосе Луїса Мартінеса-Альмеїда та президентки Конгресу депутатів Мерічель Батет.

## Нагороди
Іспанські
- Великий хрест Ордену Карлоса III[41]
- Дама Ордену Королеви Марії Луїзи
- Великий хрест Королівського ордену Спортивних досягнень[42]

Іноземні
- Грецька королівська сім'я: Дама Великого хреста Ордену Святих Ольги та Софії[43]
- Неаполітанські Бурбони: Дама Великого хреста юстиції Константинівського ордену Святого Георгія[44]
- Португалія: Великий хрест Ордену інфанта Енріке[45]

## Генеалогія
|  |                                               |  |  |  |  |  |  |  |  |  |  |  |  |  |  |  |
|  | Альфонсо XII                                  |  |  |  |  |  |  |  |  |  |  |  |  |  |  |  |
|  |                                               |  |  |  |  |  |  |  |  |  |  |  |  |  |  |  |
|  |                                               |  |  |  |  |  |  |  |  |  |  |  |  |  |  |  |
|  | Альфонсо XIII                                 |  |  |  |  |  |  |  |  |  |  |  |  |  |  |  |
|  |                                               |  |  |  |  |  |  |  |  |  |  |  |  |  |  |  |
|  |                                               |  |  |  |  |  |  |  |  |  |  |  |  |  |  |  |
|  | Марія Крістіна Австрійська                    |  |  |  |  |  |  |  |  |  |  |  |  |  |  |  |
|  |                                               |  |  |  |  |  |  |  |  |  |  |  |  |  |  |  |
|  |                                               |  |  |  |  |  |  |  |  |  |  |  |  |  |  |  |
|  | Хуан, граф Барселонський                      |  |  |  |  |  |  |  |  |  |  |  |  |  |  |  |
|  |                                               |  |  |  |  |  |  |  |  |  |  |  |  |  |  |  |
|  |                                               |  |  |  |  |  |  |  |  |  |  |  |  |  |  |  |
|  | Генріх Баттенберг                             |  |  |  |  |  |  |  |  |  |  |  |  |  |  |  |
|  |                                               |  |  |  |  |  |  |  |  |  |  |  |  |  |  |  |
|  |                                               |  |  |  |  |  |  |  |  |  |  |  |  |  |  |  |
|  | Вікторія Євгенія Баттенберзька                |  |  |  |  |  |  |  |  |  |  |  |  |  |  |  |
|  |                                               |  |  |  |  |  |  |  |  |  |  |  |  |  |  |  |
|  |                                               |  |  |  |  |  |  |  |  |  |  |  |  |  |  |  |
|  | Беатриса Великобританська                     |  |  |  |  |  |  |  |  |  |  |  |  |  |  |  |
|  |                                               |  |  |  |  |  |  |  |  |  |  |  |  |  |  |  |
|  |                                               |  |  |  |  |  |  |  |  |  |  |  |  |  |  |  |
|  | Пілар, герцогиня Бадахоська                   |  |  |  |  |  |  |  |  |  |  |  |  |  |  |  |
|  |                                               |  |  |  |  |  |  |  |  |  |  |  |  |  |  |  |
|  |                                               |  |  |  |  |  |  |  |  |  |  |  |  |  |  |  |
|  | Альфонсо Бурбон-Сицилійський, граф ді Казерта |  |  |  |  |  |  |  |  |  |  |  |  |  |  |  |
|  |                                               |  |  |  |  |  |  |  |  |  |  |  |  |  |  |  |
|  |                                               |  |  |  |  |  |  |  |  |  |  |  |  |  |  |  |
|  | Карлос Танкред Бурбон-Сицилійський            |  |  |  |  |  |  |  |  |  |  |  |  |  |  |  |
|  |                                               |  |  |  |  |  |  |  |  |  |  |  |  |  |  |  |
|  |                                               |  |  |  |  |  |  |  |  |  |  |  |  |  |  |  |
|  | Марія Антонієтта Бурбон-Сицилійська           |  |  |  |  |  |  |  |  |  |  |  |  |  |  |  |
|  |                                               |  |  |  |  |  |  |  |  |  |  |  |  |  |  |  |
|  |                                               |  |  |  |  |  |  |  |  |  |  |  |  |  |  |  |
|  | Марія де лас Мерседес де Бурбон-Сицилійська   |  |  |  |  |  |  |  |  |  |  |  |  |  |  |  |
|  |                                               |  |  |  |  |  |  |  |  |  |  |  |  |  |  |  |
|  |                                               |  |  |  |  |  |  |  |  |  |  |  |  |  |  |  |
|  | Філіпп, граф Паризький                        |  |  |  |  |  |  |  |  |  |  |  |  |  |  |  |
|  |                                               |  |  |  |  |  |  |  |  |  |  |  |  |  |  |  |
|  |                                               |  |  |  |  |  |  |  |  |  |  |  |  |  |  |  |
|  | Луїза Орлеанська                              |  |  |  |  |  |  |  |  |  |  |  |  |  |  |  |
|  |                                               |  |  |  |  |  |  |  |  |  |  |  |  |  |  |  |
|  |                                               |  |  |  |  |  |  |  |  |  |  |  |  |  |  |  |
|  | Марія Ізабелла Орлеанська                     |  |  |  |  |  |  |  |  |  |  |  |  |  |  |  |
|  |                                               |  |  |  |  |  |  |  |  |  |  |  |  |  |  |  |
|  |                                               |  |  |  |  |  |  |  |  |  |  |  |  |  |  |  |